# La danza della morte
La danza della morte è un romanzo di Lincoln Child e Douglas Preston.
È in ordine cronologico, la sesta avventura che ha per protagonista l'agente dell'FBI Aloysius Pendergast, la seconda della Trilogia di Diogene.

## Trama
La trama prosegue dalla fine del libro precedente Dossier Brimstone.

Abbiamo lasciato l'agente dell'FBI Aloysius Pendergast, murato vivo, a Castel Fosco. Tutti lo credono morto, ed in primis il compagno d'avventura Vincent D'Agosta il quale non sa darsi pace per non averlo aiutato a sfuggire all'orrendo destino.

C'è però un colpo di scena, il perfido fratello di Aloysius, Diogenes, lo salva da morte certa, sicuramente non per bontà d'animo ma per mettere in atto il suo diabolico piano: distruggere il fratello rendendogli la vita un inferno.

Da questo punto in poi gli amici di Aloysius cominciano a morire in circostanze alquanto singolari; i delitti infatti rievocano le morti degli avi della famiglia Pendergast, un professore viene avvelenato, un noto artista lanciato dalla finestra della sua abitazione, un agente dell'FBI ammazzato con una baionetta e una delle protagoniste dei precedenti romanzi, Margo Green, pugnalata alla schiena.

Diventa chiaro che le conseguenze per chi circonda il redivivo Aloysius sono nefaste, e da qui parte la lotta tra i due fratelli: Aloysius, pronto a difendere gli amici che lo circondano fino alla morte e Diogenes, genio criminale che farebbe di tutto pur di cancellare il fratello dalla faccia della terra.

## Personaggi principali
Aloysius Pendergast: agente dell'FBI

Vincent D'Agosta: tenente della polizia di New York

Laura Hayward: capitano della polizia di New York

Diogenes Pendergast: squilibrato fratello ed antagonista di Aloysius

## Edizioni
- Lincoln Child, Douglas Preston, La danza della morte, Sonzogno, 2006,  p. 477, ISBN 88-454-1386-1.